# Nassir Al-Ghanim
Nassir Ghanem AlEnezi (1961. április 4. –) kuvaiti válogatott labdarúgó-középpályás.